# Erik Raadal
Erik Raadal, född 18 juni 1905 i Horn utanför Silkeborg, död 13 januari 1941 i Silkeborg var en dansk målare och tecknare.
Han var son till läkaren Andreas Johannes Raadal och Louise Frederikke Falcon och från 1940 gift med Ellen Toustrup Madsen (1910-1991). Raadal studerade för Ejnar Nielsen vid Det Kongelige Danske Kunstakademi i Köpenhamn och under studieresor till kontinenten och Sverige. Förutom utställningar i Danmark medverkade han i en utställning i Skellefteå 1938 och en minnesutställning med hans konst visades i Köpenhamn 1941. Hans konst består av tolkningar av naturen och bebyggelsen i trakten av Gjern på Jylland och landskapsmålningar med motiv från sina resor.  